# Palmer (cognome)
Palmer è un cognome di lingua inglese.

## Etimologia
Palmer è un sostantivo che indica il pellegrino, dal ramo di palma che portavano coloro che tornavano da un pellegrinaggio in Terra santa.

## Diffusione
Il cognome Palmer è presente anche in Italia in 21 comuni italiani.

## Persone
- Jolyon Palmer è un pilota automobilistico britannico.

- Jonathan Palmer è un ex pilota automobilistico britannico, padre del pilota Jolyon Palmer.

## Personaggi immaginari
- Harry Palmer è un personaggio creato dallo scrittore Len Deighton;
- Laura Palmer e Leland Palmer della serie televisiva I segreti di Twin Peaks;
- Il diario segreto di Laura Palmer, romanzo di Jennifer Lynch del 1990;
- Ray Palmer, nei fumetti della DC Comics
- David Palmer, nella serie televisiva 24;
- Sherry Palmer, nella serie televisiva 24;
- Wayne Palmer, nella serie televisiva 24;
- Palmer è un personaggio della serie Pokémon.